# 北米と中米のラジオ放送局の一覧
北米と中米のラジオ放送局の一覧（ほくべいとちゅうべいのラジオほうそうきょくのいちらん）
以下は北および中央アメリカのラジオ放送局の一覧である。

## アメリカ合衆国
2004年6月度、FCCは、AM局は4771局、商業FM局は6218局、および教育的FM放送局は2497局を認可している。この他にVHF帯を使いNational Weather Serviceが各地で気象情報を放送している。
| アラバマ州         | アラスカ州     | アリゾナ州         | アーカンソー州 | カリフォルニア州 | コロラド州   | コネチカット州 | デラウェア州         | フロリダ州           | ジョージア州       |
| ハワイ州           | アイダホ州     | イリノイ州         | インディアナ州 | アイオワ州       | カンザス州   | ケンタッキー州 | ルイジアナ州         | メイン州             | メリーランド州     |
| マサチューセッツ州 | ミシガン州     | ミネソタ州         | ミシシッピ州   | ミズーリ州       | モンタナ州   | ネブラスカ州   | ネバダ州             | ニューハンプシャー州 | ニュージャージー州 |
| ニューメキシコ州   | ニューヨーク州 | ノースカロライナ州 | ノースダコタ州 | オハイオ州       | オクラホマ州 | オレゴン州     | ペンシルベニア州     | ロードアイランド州   | サウスカロライナ州 |
| サウスダコタ州     | テネシー州     | テキサス州         | ユタ州         | バーモント州     | バージニア州 | ワシントン州   | ウェストバージニア州 | ウィスコンシン州     | ワイオミング州     |
|                    |                |                    |                | コロンビア特別区 |              |                |                      |                      |                    |

## カナダ
公共: CBC Radio OneとCBC Radio Two
| Territories | アルバータ州 | Atlantic Canada | ブリティッシュコロンビア州 |
| マニトバ州  | オンタリオ州 | ケベック州      | サスカチュワン州           |

## メキシコ
| キンタナ・ロー州 | チアパス州   | プエブラ州   | モレーロス州   | ハリスコ州             | ケレタロ州             | コアウィラ州 | チワワ州                     |
| ユカタン州       | オアハカ州   | トラスカラ州 | ゲレーロ州     | アグアスカリエンテス州 | サン・ルイス・ポトシ州 | ドゥランゴ州 | ソノラ州                     |
| カンペチェ州     | ベラクルス州 | メヒコ州     | ミチョアカン州 | サカテカス州           | タマウリパス州         | ナヤリット州 | バハ・カリフォルニア州       |
| タバスコ州       | イダルゴ州   | 連邦区       | コリマ州       | グアナファト州         | ヌエボ・レオン州       | シナロア州   | バハ・カリフォルニア・スル州 |

## 中央アメリカおよびカリブ
- en:List of radio stations in Belize, and the Northern Caribbean
- コスタリカのラジオ放送局の一覧
- キューバのラジオ放送局の一覧
- en:List of radio stations in the Eastern Caribbean
- エルサルバドルとニカラグアのラジオ放送局の一覧
- グアテマラのラジオ放送局の一覧
- イスパニョーラ島のラジオ放送局の一覧
- ホンジュラスのラジオ放送局の一覧
- en:List of radio stations in Jamaica and the Southwestern Caribbean
- en:List of radio stations in Panama
- パナマのラジオ放送局の一覧
  - en:La Mega, 98.3 FM

## 参照
- ラジオ放送局の一覧